# Toses
Toses (spanisch Tosas) ist eine Gemeinde (municipio) in der spanischen Provinz Girona in Katalonien mit 191 Einwohnern (Stand: 2024). Zur Gemeinde gehören neben dem gleichnamigen Hauptort Toses die Ortschaften Dòrria, Espinosa, Fornells de la Muntanya und Nevà. 

## Lage
Toses liegt in den Pyrenäen etwa 90 Kilometer nordwestlich von Girona in einer Höhe von ca. 1445 m am Río Rigat an der Grenze zu Frankreich. 

## Bevölkerungsentwicklung
| Jahr      | 1970 | 1981 | 1991 | 2001 | 2011 | 2021 |
| Einwohner | 213  | 132  | 148  | 148  | 154  | 177  |

## Sehenswürdigkeiten

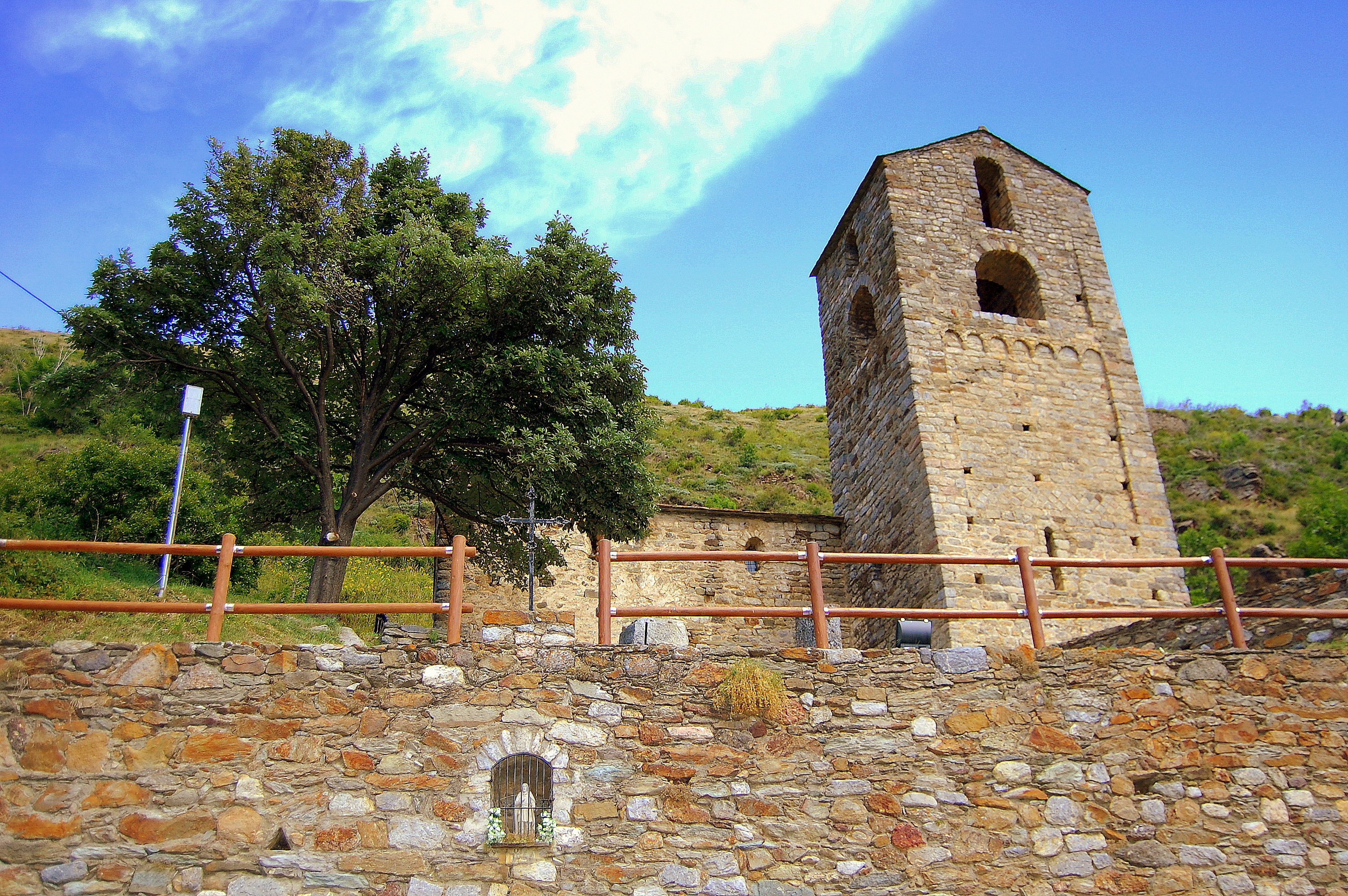
Christopheruskirche
- Marienkirche
- Kirche von Dorrià

- Christopheruskirche